# His Favourite Pastime
His Favourite Pastime (Charlot extremadamente elegante en español) es una película de cine estadounidense estrenada el 16 de marzo de 1914 con la dirección de George Nichols y la actuación de Charles Chaplin

## Elenco
- Charles Chaplin... El ebrio alborotador.
- Peggy Pearce... La joven bonita
- Roscoe "Fatty" Arbuckle... Un bebedor harapiento.

## Sinopsis
Charlot, bastante borracho, entra en un bar a beber y, perdido todo control, comienza a provocar desastres. La acción continúa con nuevos incidentes del mismo estilo cuando, ya en la calle, sigue a una hermosa joven hasta su casa.
.

## Crítica
Los embrollos conyugales, que han sido hasta ahora uno de los elementos frecuentes de las obras cómicas, aparecían a menudo en las películas de Keystone de la época. En este cortometraje a pesar de que tanto Chaplin como Fatty Arbuckle eran figuras importantes dentro de la naciente comedia cinematográfica, ninguno se ve muy divertido ni interesante en esta obra sobre los celos como debería esperarse de estas estrellas.